# Tavas
Tavas est une ville située à 26 km de Kale et 41 km de Denizli dans la province de Denizli en Turquie.